# Thompsoniana vodozi
Thompsoniana vodozi är en skalbaggsart som beskrevs av Morati och Joseph Huet 2004. Thompsoniana vodozi ingår i släktet Thompsoniana och familjen långhorningar. Inga underarter finns listade i Catalogue of Life.